# Concerto per pianoforte e orchestra n. 2 (Balakirev)
Il Concerto per pianoforte e orchestra n. 2 in mi bemolle maggiore di Milij Alekseevič Balakirev fu iniziato nel 1861 e quasi cinquant'anni dopo fu portato a termine dall'allievo Sergej Michajlovič Ljapunov, secondo precise direttive di Balakirev stesso. 

## Storia della composizione
Balakirev iniziò a comporre il suo secondo concerto per pianoforte nel 1861. Esso venne spesso menzionato negli scambi epistolari tra Balakirev, gli altri membri del Gruppo dei Cinque e Vladimir Stasov. Nel 1862, il concerto, di cui era stato completato solo il primo movimento, mentre degli altri due vi erano solo idee e abbozzi, fu eseguito privatamente, arrangiato per pianoforte a quattro mani, per gli amici di Balakirev, che ebbero reazioni positive. Tuttavia il compositore abbandonò il concerto  per più di quarant'anni, prima di tornare ad interessarsene nel 1906, sollecitato dagli amici e dal suo editore, e completò il secondo movimento. Poco prima di morire Balakirev consegnò gli abbozzi del terzo movimento al suo allievo Sergej Ljapunov, che lo completò ed orchestrò in accordo alle sue indicazioni. 